# Baleine à bec de Longman
Pour les articles homonymes, voir Longman.
Indopacetus pacificus
Genre
Espèce
Synonymes
- Mesoplodon pacificus

Répartition géographique
Statut de conservation UICN

 DD  : Données insuffisantes
Statut CITES
La baleine à bec de Longman ou mésoplodon de Longman (Indopacetus pacificus) a longtemps été considérée comme la baleine la plus rare. Elle n'avait jamais été vue vivante avant le 16 novembre 2013. Les uniques preuves de son existence étaient 2 crânes découverts en 1882 (au Queensland) et 1955 (en Somalie) ainsi que les restes d'une douzaine d'échouages survenus entre 1968 au Kenya et 2002 au Japon. Les observations ont conduit à penser qu'elle vit dans l'océan Indien et au sud-ouest de l'océan Pacifique.
Le 16 novembre 2013, un groupe de 8 baleines est entré dans la baie de Somme dans le sud de la Nouvelle-Calédonie. 4 sont mortes et ont été enterrées dans un terrain de la commune de Mont-Dore en attendant des analyses scientifiques ultérieures. Le 18 novembre, 2 baleines étaient toujours dans la baie, observées par les spécialistes de l'UICN (Union internationale pour la conservation de la nature). En février 2014, un individu est capturé dans les filets d'un thonier au large du Pakistan puis relâché.

## Description
Il mesure en moyenne 7,60 m et parfois près de 10 m. Sa masse est de 6 à 7,5 t.

### GenreIndopacetus
- (en) Mammal Species of the World (3e  éd., 2005) : Indopacetus  Moore, 1968
- (en) Catalogue of Life : Indopacetus Moore, 1968 (consulté le 11 décembre 2020)
- (en) Paleobiology Database : Indopacetus  Moore 1968
- (fr + en) ITIS : Indopacetus  Moore, 1968
- (en) WoRMS : Indopacetus Moore, 1968 (+ liste espèces)
- (en) Animal Diversity Web : Indopacetus
- (en) NCBI : Indopacetus (taxons inclus)
- (en) UICN : taxon  Indopacetus  (consulté le 7 janvier 2023)
- (fr + en) CITES : genre Indopacetus (sur le site de l’UNEP-WCMC)

### EspèceIndopacetus pacificus
- (en) Mammal Species of the World (3e  éd., 2005) : Indopacetus pacificus  Longman, 1926
- (en) Catalogue of Life : Indopacetus pacificus (Longman, 1926) (consulté le 15 décembre 2020)
- (en) Paleobiology Database : Indopacetus pacificus  (Longman 1926)
- (fr + en) ITIS : Indopacetus pacificus  (Longman, 1926)
- (en) WoRMS : espèce Indopacetus pacificus (Longman, 1926)
- (en) Animal Diversity Web : Indopacetus pacificus
- (en) NCBI : Indopacetus pacificus (taxons inclus)
- (en) UICN : espèce Indopacetus pacificus (Longman, 1926) (consulté le 15 mai 2015)
- (en) CITES : Indopacetus pacificus (Longman, 1926)  (+ répartition sur Species+) (consulté le 15 mai 2015)
- (fr) CITES : taxon  Indopacetus pacificus (sur le site du ministère français de l'Écologie)